# Карпенья, Гаспаре
Га́спаре Карпе́нья (итал. Gaspare Carpegna; 8 мая 1625, Рим, Папская область — 6 апреля 1714, там же) — итальянский куриальный кардинал. Датарий Его Святейшества с 29 апреля 1670 по 25 сентября 1676. Титулярный архиепископ Никеи с 16 июня по 22 декабря 1670. Генеральный викарий Рима с 12 августа 1671 по 6 апреля 1714. Префект Священной Конгрегации по делам епископов и монашествующих с 10 января 1675 по 6 апреля 1714. Префект Священной Конгрегации церковного иммунитета 21 сентября 1676 по 6 апреля 1714. Камерленго Священной Коллегии кардиналов с 13 января 1681 по 12 января 1682. Префект Священной Конгрегации обрядов с 22 июля 1700 по 6 апреля 1714. Префект Священной Конгрегации резиденции епископов с 1 января 1708 по 6 апреля 1714. Кардинал-священник с 22 декабря 1670, с титулом церкви pro hac vice Санта-Мария-ин-Портико-Кампителли с 23 февраля по 18 марта 1671. Кардинал-священник с титулом церкви Сан-Пуденциана с 18 марта 1671 по 14 ноября 1672. Кардинал-священник с титулом церкви Сан-Сильвестро-ин-Капите с 14 ноября 1672 по 19 октября 1689. Кардинал-священник с титулом церкви Санта-Мария-ин-Трастевере с 19 октября 1689 по 27 января 1698. Кардинал-епископ Сабины с 27 января 1698 по 6 апреля 1714.